# 克里斯多夫·威廉

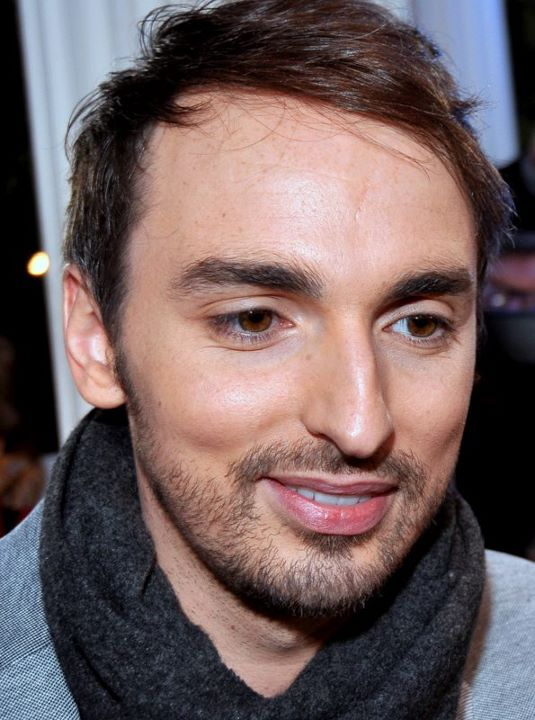
Christophe Willem 2012

克里斯多夫·威廉，真名克里斯多夫·杜里耶（Christophe Durier，1983年8月3日—），法國歌手，會作詞作曲。出生於巴黎郊區昂吉安萊班（Enghien-les-Bains）。2006年參加法國全國性歌唱電視節目《新星（Nouvelle Star）》第四季的比賽（類似台灣的星光大道）得到冠軍之後嶄露頭角，開始他的音樂生涯。

## 個人背景

### 早期的音樂接觸
克里斯多夫出生於昂吉安萊班，在德伊拉巴爾長大。他從小就開始學習鋼琴，從七歲一直到十四歲，在接下來的三年他開始演唱一些爵士類的歌曲，他對福音和藍調也有所涉獵。
一開始，他想繼續學校的課業，成為一名經濟管理教授。而另一方面，他還是不斷的練習演唱，參與福音合唱團讓他的歌聲受到了注目，獲得一個參加電影演出的機會 Alive（2004），與Richard Anconina和 Maxim Nucci 一起演出。他飾演 Henri，一位擁有絕佳聲喉的歌手。因為這部片他結識了法國另一電視節目歌唱比賽獲勝的著名女歌手 Jenifer。然而, 這部電影並沒有為他開啟演藝大門。他依舊繼續他在巴黎第八大學Université Paris - VIII 的通訊課程，同時晚上在瓦勒德瓦茲（le Val d'Oise）附近的蒙莫朗西高中（Lycée de Montmorency）提供一些音樂課給不支薪的高中老師。

### 新星（）
2005年，克里斯夫的姐姐幫他報名一個全國性的電視節目歌唱比賽位於Toulouse的選秀會，這便成為他音樂生涯的試金石。他在巴黎的一場試鏡讓在場的四位評審André Manoukian，Dove Attia ，Marianne James，Manu Katché驚艷不已，因為這些評審並沒預期一位外型普通，甚至有些駝背的年輕人竟有著如此美妙如歌伶般的歌聲, "你有著 Diva 般的歌聲"André Manoukian在克里斯多夫唱完之後給他這樣的評價。 評審之一的馬莉安蓮 詹姆斯（Marianne James）以他的外型和當時所穿的綠色條紋毛衣為他取了一個有名的绰號:烏龜。 

經過一連串的初選選秀會，他從25 000的競爭者晉級， 同時也意味著嶄露頭角的機會。 接著他與其他13位參選者來到Pavillon Baltard劇院進行電視直播演唱之前的最後一次篩選。 在新星第四季的第一次的電視直播， 他是十位參選者第一位演唱的， 他演唱Boney M 的Sunny ，他的第一次登場讓他馬上成為現場觀眾追逐的焦點，他的烏龜外號也不逕而走，自此之後他自然地成為最後一位演唱者。

他打敗另一名決賽者多明尼克小姐（Miss Dominique）獲得2006年新星冠軍頭銜及一只唱片合約。2006年六月八日，克里斯多夫的名字正式成為克里斯多夫 威廉（也就是在他參加過的電影Alive中被用到的名字），這個姓氏正好是他父母曾想以之命名但後來打消念頭的Willam 。

## 音樂生涯
2007年發行第一張專輯Inventaire，他也與其他歌手合作：Zazie、Philippe Katrerine、Bertrand Burgalat、Valérie Lemercier。創作於2003年，象徵著克里斯多夫本身音樂的歌曲：Chambre avec vue, Des nues 在被廣播電台以年度最佳作品之名播放後，另一支新單曲緊接著亮相Double je，這支單曲一發行立刻勢不可擋的在法國、比利時空降第一名，併為2007年最佳銷售單曲，法國雙白金，瑞士及比利時鍍金，銷售超過 900 000 張。他還有另外兩隻單曲：Jacques a dit 、Quelle chance。

除了漂亮的唱片銷售量，克里斯多夫也獲得一些音樂殊榮：NRJ Music Awards的年度啟示專輯、Victoires de la Musique的年度歌曲、World Music Awards的最優之法國歌手。

2007年他開始法國首次巡迴演唱會，從11月15日到隔年的7月20日，地點遍及 Bataclan、Olympia、Zénith de Paris、La Ciqale、瑞士及比利時、新喀里多尼。2008年5月12日他的首張發行DVDFermeture pour rénovation發行；紀錄在La Cigale的演唱會。